# Vingrom
Vingrom ist eine Ortschaft in der norwegischen Kommune Lillehammer in der Provinz (Fylke) Innlandet. Der Ort hat 752 Einwohner (Stand: 1. Januar 2024).

## Geografie
Vingrom ist ein sogenannter Tettsted, also eine Ansiedlung, die für statistische Zwecke als eine Ortschaft gewertet wird. Der Ort liegt am Westufer des nordwestlichen Mjøsa-Arms. Der Mjøsa ist der größte See Norwegens. Etwas weiter nördlich liegt der Ort Vingnes und dort am gegenüberliegenden Seeufer die Stadt Lillehammer. In Vingrom mündet der Fluss Rinda in den Mjøsa.

## Verkehr
Durch den Ort verläuft entlang des Seeufers die Europastraße 6 (E6). Die Straße führt Richtung Norden weiter nach Vingnes, wo sie über eine Brücke an die andere Seeuferseite in die Stadt Lillehammer führt. In Vingrom mündet der aus dem Westen auf den Ort zuführende Fylkesvei 250 in die E6.

## Sport
Vingrom ist ein bedeutender Wintersportort. 1977 fanden hier Biathlon-Weltmeisterschaften statt, schon 1974 die norwegischen Biathlonmeisterschaften.

## Kirche
Die Kirche des Orts, die Vingrom kirke, ist eine Holzkirche aus dem Jahr 1908. Die Kirche ist ein frühes Beispiel für die nationalromantischen Kirchen der Zeit, die von den norwegischen Kirchen des 17. und 18. Jahrhunderts inspiriert waren.

## Persönlichkeiten
- Olav Hagen (1921–2013), ehemaliger Skilangläufer
- Håkon Brusveen (1927–2021), ehemaliger Skilangläufer
- Tobias Foss (* 1997), Radrennfahrer